# An Post-ChainReaction
An Post-ChainReaction (código UCI: SKT) foi um equipa ciclista irlandêsa de categoria Continental.

## História
Em abril de 2005, a Federação de Ciclismo da Irlanda criou em Merchtem (Bélgica), a Sean Kelly Cycling Academy, destinada a dar apoio aos jovens ciclistas irlandeses e a sua vez, para que participassem nas competições internacionais. A academia esteve baixo o controle do belga Kurt Bogaerts. Ao ano seguinte, o mesmo Sean Kelly, com o apoio da Federação da Irlanda e o mesmo Bogaerts, fundou a Sean Kelly Racing Team, equipa com licença Continental, mas com sua sede em na Sean Kelly Cycling Academy. A equipa foi criada com o objectivo da formação de jovens talentos irlandeses, dando-lhes a oportunidade de competir nos eventos do calendário UCI. A equipa registou-se essa temporada de 2006 como Sean Kelly ACVLB-M.Donnelly.
Pouco depois da posta em marcha da equipa de Kelly, foi criado outra equipa irlandesa Continental, a equipa Murphy & Gunn-Newlyn.
As duas equipas fundiram-se em 2007, dando origem ao Murphy & Gunn/Newlyn-M. Donnelly-Sean Kelly. A fins dessa temporada, Murphy & Gunn e o grupo Newlyn anunciaram o cesse do patrocínio da equipa.
Para 2008, An Post, o serviço postal irlandês entrou como patrocinador principal, acompanhado pela consultoria Grant Thornton e a companhia de ferramentas eléctricas M. Donnelly. A equipa continuou registada com licença irlandesa e tendo sua sede em Bélgica. Essa temporada obteve algumas vitórias em carreiras 2.2 como o Tour dos Pirenéus através de Dan Fleeman e a Volta à Estremadura por intermediário de Daniel Lloyd.
O experimentado ciclista belga Nico Eeckhout chegou à equipa em 2009 dando-lhe cinco vitórias essa temporada, duas etapas da Volta a Extremadura, uma do FBD Insurance Rás, o Grande Prêmio da Vila de Zottegem e o Memorial Rik Van Steenbergen
Em 2010 a equipa mudou sua licença irlandesa e registou-se em Bélgica, com o objectivo de participar em carreiras .HC desse país como a Volta à Bélgica.
Em outubro de 2017 anunciou-se o desaparecimento da equipa depois de não encontrar novo patrocinador para 2018.

## Material ciclista

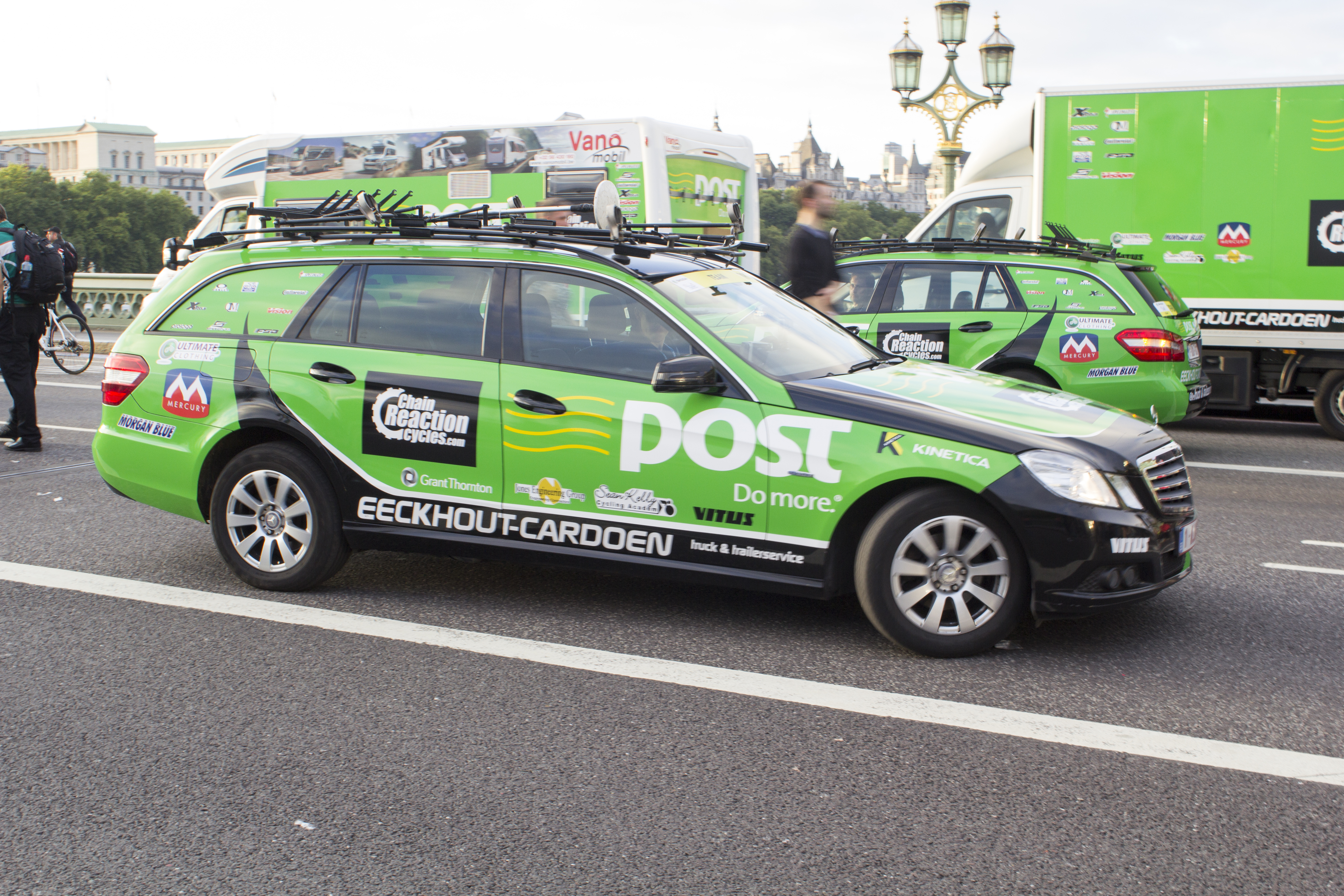
Veículo da equipa.

A equipa utiliza bicicletas da marca Dolan, modelo Ares.

## Classificações UCI

### UCI America Tour
| Temporada | Classificação por equipas | Melhor corredor | Posição |
| 2011-2012 | 47.º                      | Mark Christian  | 393.º   |

### UCI Oceania Tour
| Temporada | Classificação por equipas | Melhor corredor     | Posição |
| 2013-2014 | 4.º                       | Robert-Jon McCarthy | 7.º     |
| 2017      | 15.º                      | Regan Gough         | 37.º    |

### UCI Africa Tour
| Temporada | Classificação por equipas | Melhor corredor | Posição |
| 2017      | 20.º                      | Adam Jamieson   | 86.º    |

### UCI Asia Tour
| Temporada | Classificação por equipas | Melhor corredor | Posição |
| 2017      | 99.º                      | Sean Mackinnon  | 597.º   |

### UCI Europe Tour
| Temporada | Classificação por equipas | Melhor corredor    | Posição |
| 2005-2006 | 92.º                      | Paidi O'Brien      | 550.º   |
| 2006-2007 | 74.º                      | Paidi O'Brien      | 226.º   |
| 2007-2008 | 47.º                      | Benny De Schrooder | 150.º   |
| 2008-2009 | 31.º                      | Niko Eeckhout      | 18.º    |
| 2009-2010 | 46.º                      | Niko Eeckhout      | 102.º   |
| 2010-2011 | 21.º                      | Gediminas Bagdonas | 50.º    |
| 2011-2012 | 16.º                      | Gediminas Bagdonas | 11.º    |
| 2012-2013 | 38.º                      | Sam Bennett        | 117.º   |
| 2013-2014 | 41.º                      | Owain Doull        | 180.º   |
| 2015      | 43.º                      | Aidis Kruopis      | 105.º   |
| 2016      | 77.º                      | Nicolas Vereecken  | 620.º   |
| 2017      | 92.º                      | Jacob Scott        | 823.º   |

## Palmarés
Para anos anteriores veja-se:Palmarés do An Post-ChainReaction

### Palmarés 2017

#### Circuitos Continentais da UCI
| Datas       | Circuito                | Carreiras                         | Ganhador                 |
| 12 de abril | UCI Europe Tour de 2017 | 1.ª etapa do Tour de Loir-et-Cher | Damien Shaw              |
| 29 de abril | UCI Europe Tour de 2017 | 5.ª etapa do Tour de Bretanha     | Przemysław Kasperkiewicz |
| 23 de maio  | UCI Europe Tour de 2017 | 3.ª etapa do An Post Rás          | Matthew Teggart          |
| 25 de maio  | UCI Europe Tour de 2017 | 5.ª etapa do An Post Rás          | Regan Gough              |
| 28 de maio  | UCI Europe Tour de 2017 | 8.ª etapa do An Post Rás          | Przemysław Kasperkiewicz |

## Elenco
Para anos anteriores veja-se:Modelos do An Post-ChainReaction

### Elenco de 2017
| Nome                     | Nascimento | Nacionalidade | Equipa de 2016                    |
| Jonas Bokeloh            | 16/03/1996 | Alemanha      | Klein Constantia                  |
| Dão Gardner              | 06/03/1993 | Reino Unido   | Astellas Cycling Team             |
| Regan Gough              | 06/10/1996 | Nova Zelândia | Avanti IsoWhey Sports             |
| Davy Gunst               | 30/01/1995 | Países Baixos | Rabobank Development Team         |
| Conor Hennebry           | 16/02/1993 | Irlanda       | Neoprofissional                   |
| Adam Jamieson            | 12/02/1996 | Canadá        | Neoprofissional                   |
| Przemysław Kasperkiewicz | 01/03/1994 | Polónia       | Klein Constantia                  |
| Sean Mackinnon           | 24/11/1995 | Canadá        | Neoprofissional                   |
| Sean Mckenna             | 08/03/1994 | Irlanda       | An Post-ChainReaction (stagiaire) |
| Albert Muela Galvez      | 13/05/1996 | Espanha       | Neoprofissional                   |
| Jacob Scott              | 14/06/1995 | Reino Unido   | An Post-ChainReaction             |
| Damien Shaw              | 10/01/1984 | Irlanda       | An Post-ChainReaction             |
| Mark Stewart             | 25/08/1995 | Reino Unido   | Neoprofissional                   |
| Matthew Teggart          | 08/01/1996 | Irlanda       | Neoprofissional                   |
| Bas Tietema              | 29/01/1995 | Países Baixos | BMC Development Team              |
| Massimo Vanderaerden     | 21/01/1995 | Bélgica       | Veranclassic-Ago                  |

1. ↑  Desde 9 de junho.